# یواس‌اس اس‌سی-۲۵
یواس‌اس اس‌سی-۲۵ (به انگلیسی: USS SC-25) یک زیردریایی بود که طول آن ۱۱۰ فوت (۳۴ متر) بود. این زیردریایی در سال ۱۹۱۷ ساخته شد.